# 波蘭21歲以下國家足球隊
波蘭21歲以下國家足球隊（Reprezentacja Polski U-21 w piłce nożnej，簡稱波蘭U21）是波蘭的21歲以下國家足球代表隊，由波蘭足球協會負責組織，參加每兩年舉辦一次的歐洲U-21足球錦標賽。

## 競賽歷史
波蘭U21自首屆1978年開始參加歐洲U-21足球錦標賽，曾於1980年代連續三屆晉身八強，於1990年代初再連續兩屆在外圍賽脫穎而出，惟仍只能在八強止步。
2004年波蘭U21在外圍賽取得8戰6勝2和不敗的成績，以首名出線附加賽。附加賽面對有阿歷山大·希比及維亞哲拉夫·希比兩兄弟壓陣的白俄羅斯，首回合作客在完場前扳平1-1，但次回合在主場卻以0-4敗陣，痛失晉身決賽週的資格。

### 歐青盃歷屆成績
| 年度   | 主辦國   | 冠軍     | 成績             |
| ------ | -------- | -------- | ---------------- |
| 1978年 | 主客制   | 南斯拉夫 | 外圍賽出局       |
| 1980年 | 主客制   | 蘇聯     | 外圍賽出局       |
| 1982年 | 主客制   | 英格蘭   | 八強出局（1）    |
| 1984年 | 主客制   | 英格蘭   | 八強出局（2）    |
| 1986年 | 主客制   | 西班牙   | 八強出局（3）    |
| 1988年 | 主客制   | 法國     | 外圍賽出局       |
| 1990年 | 主客制   | 蘇聯     | 外圍賽出局       |
| 1992年 | 主客制   | 義大利   | 八強出局（4）    |
| 1994年 | 法國     | 義大利   | 八強出局（5）    |
| 1996年 | 西班牙   | 義大利   | 外圍賽出局       |
| 1998年 | 羅馬尼亞 | 西班牙   | 外圍賽出局       |
| 2000年 | 斯洛伐克 | 義大利   | 外圍賽出局       |
| 2002年 | 瑞士     | 捷克     | 外圍賽出局       |
| 2004年 | 德国     | 義大利   | 外圍賽附加賽出局 |
| 2006年 | 葡萄牙   | 荷蘭     | 外圍賽出局       |
| 2007年 | 荷蘭     | 荷蘭     | 外圍賽出局       |
| 2009年 | 瑞典     | 德國     | 外圍賽出局       |
| 2011年 | 丹麦     |          |                  |

## 外部連結
- 歐洲足協U-21網站 （页面存档备份，存于）
- RSSSF：歐青盃全紀錄 （页面存档备份，存于）